# Van Mons Léon Leclerc
La Van Mons Léon Leclerc est une variété de poire qui a été créée par le pharmacien et savant Jean-Baptiste Van Mons et le pomologue français Léon Leclerc. 

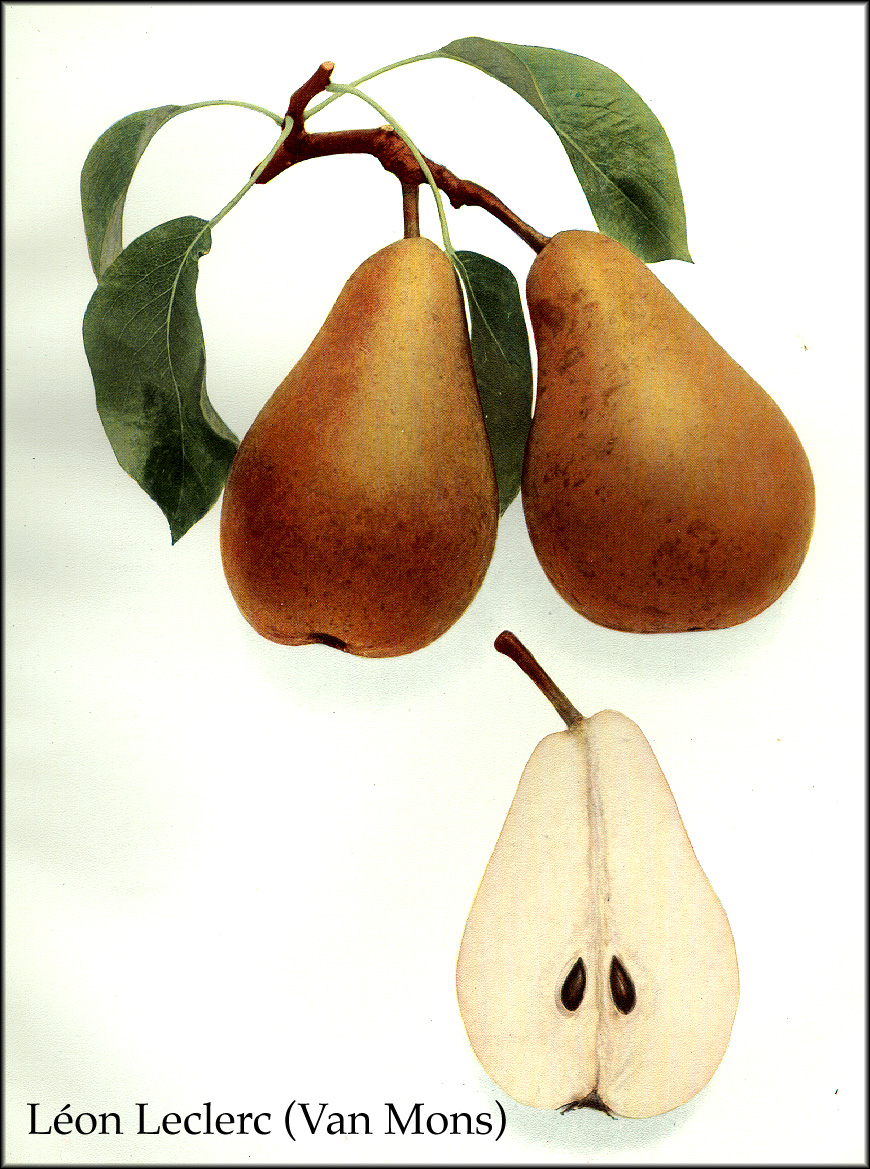

## Synonymes
- Léon Leclerc.
- Léon Leclerc (Van Mons).

## Origine
C'est une des principales réalisations de Léon Leclerc en 1828. Charles M Hovey a cité ce fruit comme étant « une des meilleures poires que nous n'ayons jamais mangée ». André Leroy la décrivait comme une des meilleures parmi les bonnes.
Alphonse Mas, indique : « Bivort, en 1847, disait de cette variété : la production de la poire Van Mons a eu lieu il y a une vingtaine d’années ; elle s’est trouvée dans un semis fait en mélange de pépins des poires Saint-Germain, Doyenné d’hiver et Beurré d’Arenberg. C’est de cette dernière variété qu’elle me parait se rapprocher le plus, tant par le fruit que par l’arbre.. Nous partageons entièrement cette dernière appréciation de M. Bivort, et son observation vient s’ajouter à celles que nous avons pu faire déjà plusieurs fois et tendant à prouver qu’il n’est pas rare de trouver dans les descendants d’une variété des caractères de ressemblance avec la variété mère ; surtout si une floraison anticipée par une exposition chaude ou un isolement à grande distance ont pu prévenir les chances de croisements. »